# Schilbe mandibularis
Schilbe mandibularis är en fiskart som först beskrevs av Günther, 1867.  Schilbe mandibularis ingår i släktet Schilbe och familjen Schilbeidae. IUCN kategoriserar arten globalt som livskraftig. Inga underarter finns listade i Catalogue of Life.